# 1,1,3-三溴丙烷
1,1,3-三溴丙烷是一种有机化合物，化学式为C
3H
5Br
3。它可由三溴甲烷和乙烯在二乙酰基过氧化物或过氧化苯甲酰存在下反应制得。它和氟化汞反应，可以得到1,1-二氟-3-溴丙烷。在五羰基铁或十羰基二锰存在下，它可以被三乙基硅烷或二乙基氯硅烷还原为1,3-二溴丙烷。